# APRAM模型
APRAM模型（英語：asynchronous parallel random access machine）指的是异步的PRAM模型，A代表Asynchrinize。APRAM是一种MIMD模型。在有的文献上，APRAM也称作分相PRAM（Phased PRAM）。

## 特点
APRAM最重要的特点是处理器均工作在异步模式下，即处理器有自己的控制器，局部存储器以及局部程序。处理器间的同步问题通过添加同步路障（Synchronization Barrier）来解决。这样，计算被分割成一些列的相（Phase），每一相类不允许两个处理器去访问同一存储单元。而局部程序的最后一条指令一定是同步指令。显然，同步路障的时间是由最后一个到达的处理器决定的，也就是说，先执行完局部程序的处理器必须等到执行的最慢的那个处理器来一起完成同步路障。